# Mattias Rönngren
Mattias Rönngren (Åre, 22 de noviembre de 1993) es un deportista sueco que compite en esquí alpino, especialista en la modalidad de eslalon. Ganó una medalla de plata en el Campeonato Mundial de Esquí Alpino de 2021, en la prueba de equipo mixto. 

## Palmarés internacional
| Campeonato Mundial | Campeonato Mundial         | Campeonato Mundial | Campeonato Mundial |
| Año                | Lugar                      | Medalla            | Prueba             |
| ------------------ | -------------------------- | ------------------ | ------------------ |
| 2021               | Cortina d'Ampezzo (Italia) | Medalla de plata   | Equipo mixto       |